# Кичу – Остров
Кичу – Остров (на румънски: Chiciu – Ostrov) е ферибот свързващ пристанищата Кичу в окръг Кълъраш и Остров в окръг Кюстенджа в долното течение на река Дунав. Фериботът представлява връзка на републикански път DN3 свързващ Букурещ и Кюстенджа през град Кълъраш. Непосредствено до брега при пристанището в Остров прави връзка с републиканската пътна мрежа на България през ГКПП Силистра-Кълъраш.
Фериботната връзка се обслужва от фирма Ostrovit. Работи целогодишно с работно време от 6 до 22 часá (работното време се обновява ежегодно като актуална информация може да бъда намерена само на място). Обслужва се от по два терминала (малък и голям, съответно стар и нов) на пристанища с по два големи и два малки ферибота. През зимните месеци терминалът се обслужва от един ферибот. Пресичането на река Дунав трае средно около 12 минути и фирмата гарантира ферибот на всеки 30 минути на всеки от двата бряга.
График:
- От Кичу: първи курс 06:00, последен курс 21:00, на всеки час
- От Остров: първи курс 06:30, последен курс 21:30, на всеки час

Терминалът при Кичу е седалище и на администрацията на ферибота. Изградена е хотелска част и паркинг за автомобили. Терминалът на пристанище Остров се намира в непосредствена близост до държавната граница между България и Румъния, непосредстено до жилищните сгради на Силистра.
- Терминалът при Остров
- Терминалът при Кичу
- Фериботът към добруджанския бряг
- Изглед към Силистра от ферибота